# Eredivisie (2025/2026)
Ten artykuł dotyczy trwającego lub niedawnego wydarzenia sportowego. Informacje w nim zamieszczone mogą się zmienić lub zdezaktualizować wraz z postępem zdarzenia. Początkowe doniesienia, wyniki lub statystyki mogą być niepewne. Ostatnie aktualizacje do tego artykułu mogą nie odzwierciedlać najbardziej aktualnych informacji.
Eredivisie 2025/2026 70. edycja najwyższej klasy rozgrywkowej piłki nożnej w Holandii.
Bierze w niej udział 18 drużyn, które w okresie od 8 sierpnia 2025 do 17 maja 2026 rozegrają 34 kolejki meczów.
Sezon zakończą baraże o miejsce w przyszłym sezonie w Eredivisie i w Lidze Konferencji.
Obrońcą tytułu jest drużyna PSV Eindhoven.

## Drużyny
| Uczestnicy poprzedniej edycji | Uczestnicy poprzedniej edycji | Uczestnicy poprzedniej edycji | Uczestnicy poprzedniej edycji |
| --- | ----------------------------- | ----------------------------- | ----------------------------- |
| PSV | PSV Eindhoven                 | Eindhoven                     | 1                             |
| AJX | Ajax                          | Amsterdam                     | 2                             |
| FEY | Feyenoord                     | Rotterdam                     | 3                             |
| UTR | Utrecht                       | Utrecht                       | 4                             |
| AZ | AZ Alkmaar                    | Alkmaar                       | 5                             |
| TWE | Twente                        | Twente                        | 6                             |
| GAE | Go Ahead Eagles               | Deventer                      | 7                             |
| NEC | NEC                           | Nijmegen                      | 8                             |
| HEE | Heerenveen                    | Heerenveen                    | 9                             |
| ZWO | PEC Zwolle                    | Zwolle                        | 10                            |
| FOR | Fortuna Sittard               | Sittard                       | 11                            |
| SPR | Sparta Rotterdam              | Rotterdam                     | 12                            |
| GRO | Groningen                     | Groningen                     | 13                            |
| HER | Heracles                      | Almelo                        | 14                            |
| NAC | NAC Breda                     | Breda                         | 15                            |
| Awans z Eerste divisie |                               |                               |                               |
| VOL | Volendam                      | Volendam                      | 1                             |
| EXC | Excelsior                     | Rotterdam                     | 2                             |
| po barażach |                               |                               |                               |
| TEL | Telstar                       | Velsen                        | 7                             |
| Oznaczenia: - kolumna pierwsza – skróty nazw drużyn, - kolumna trzecia – siedziba klubu, - kolumna czwarta – miejsce zajęte w poprzednim sezonie. |                               |                               |                               |

## Tabela
| Lp. | Drużyna          | M | Z | R | P | B+ | B– | +/– | Pkt | Kwalifikacja lub spadek                       |
| --- | ---------------- | - | - | - | - | -- | -- | --- | --- | --------------------------------------------- |
| 1   | NEC              | 2 | 2 | 0 | 0 | 9  | 1  | +8  | 6   | Liga Mistrzów UEFA • Faza ligowa              |
| 2   | PSV Eindhoven    | 2 | 2 | 0 | 0 | 8  | 1  | +7  | 6   | Liga Mistrzów UEFA • Faza ligowa              |
| 3   | Feyenoord        | 2 | 2 | 0 | 0 | 4  | 1  | +3  | 6   | Liga Mistrzów UEFA • III runda kwalifikacyjna |
| 4   | PEC Zwolle       | 2 | 2 | 0 | 0 | 3  | 0  | +3  | 6   | Liga Europy UEFA • II runda kwalifikacyjna    |
| 5   | AZ Alkmaar       | 2 | 1 | 1 | 0 | 6  | 3  | +3  | 4   | Baraże o Ligę Konferencji                     |
| 6   | Ajax             | 2 | 1 | 1 | 0 | 4  | 2  | +2  | 4   | Baraże o Ligę Konferencji                     |
| 7   | Utrecht          | 2 | 1 | 0 | 1 | 5  | 2  | +3  | 3   | Baraże o Ligę Konferencji                     |
| 8   | NAC Breda        | 2 | 1 | 0 | 1 | 2  | 3  | −1  | 3   | Baraże o Ligę Konferencji                     |
| 9   | Groningen        | 2 | 1 | 0 | 1 | 3  | 5  | −2  | 3   |                                               |
| 10  | Sparta Rotterdam | 2 | 1 | 0 | 1 | 3  | 7  | −4  | 3   |                                               |
| 11  | Go Ahead Eagles  | 2 | 0 | 2 | 0 | 4  | 4  | 0   | 2   |                                               |
| 12  | Volendam         | 2 | 0 | 2 | 0 | 3  | 3  | 0   | 2   |                                               |
| 13  | Fortuna Sittard  | 2 | 0 | 1 | 1 | 3  | 4  | −1  | 1   |                                               |
| 14  | Heerenveen       | 2 | 0 | 1 | 1 | 2  | 3  | −1  | 1   |                                               |
| 15  | Twente           | 2 | 0 | 0 | 2 | 0  | 3  | −3  | 0   |                                               |
| 16  | Telstar          | 2 | 0 | 0 | 2 | 0  | 4  | −4  | 0   | Baraże o utrzymanie                           |
| 17  | Excelsior        | 2 | 0 | 0 | 2 | 1  | 7  | −6  | 0   | Spadek do Eerste Divisie                      |
| 18  | Heracles Almelo  | 2 | 0 | 0 | 2 | 1  | 8  | −7  | 0   | Spadek do Eerste Divisie                      |

## Wyniki
| Gospodarz \ Gość | AJA    | AZ     | EXC    | FEY    | FOR    | GAE    | GRO    | HEE    | HER    | NAC    | NEC    | PEC    | PSV    | SPA    | TEL    | TWE    | UTR    | VOL    |
| ---------------- | ------ | ------ | ------ | ------ | ------ | ------ | ------ | ------ | ------ | ------ | ------ | ------ | ------ | ------ | ------ | ------ | ------ | ------ |
| Ajax             |        |        |        |        |        |        |        |        | 24 sie |        |        | 13 wrz |        |        | 2–0    |        |        |        |
| AZ Alkmaar       |        |        |        |        |        |        | 4–1    |        |        |        |        | 24 sie |        |        |        |        |        |        |
| Excelsior        |        |        |        | 1–2    |        |        |        |        |        |        |        |        |        | 14 wrz |        | 30 sie |        |        |
| Feyenoord        |        |        |        |        | 17 wrz |        |        | 13 wrz |        | 2–0    |        |        |        |        |        |        |        |        |
| Fortuna Sittard  |        |        |        |        |        | 2–2    |        |        |        |        | 31 sie |        |        |        |        |        |        |        |
| Go Ahead Eagles  | 2–2    |        |        |        |        |        |        |        |        |        |        |        |        | 23 sie |        |        |        | 13 wrz |
| Groningen        |        |        |        |        |        |        |        | 2–1    | 29 sie |        |        |        |        |        |        |        |        |        |
| Heerenveen       |        |        |        |        |        | 30 sie |        |        |        |        |        |        |        |        |        | 24 sie |        | 1–1    |
| Heracles Almelo  |        | 14 wrz |        |        |        |        |        |        |        |        | 1–4    |        |        |        |        |        |        |        |
| NAC Breda        |        | 31 sie |        |        | 2–1    |        |        |        |        |        |        |        |        |        |        |        |        |        |
| NEC              |        |        | 5–0    |        |        |        |        |        |        | 24 sie |        |        | 13 wrz |        |        |        |        |        |
| PEC Zwolle       |        |        |        |        |        |        |        |        |        |        |        |        |        |        |        | 1–0    | 31 sie |        |
| PSV Eindhoven    |        |        |        |        |        |        | 23 sie |        |        |        |        |        |        | 6–1    | 30 sie |        |        |        |
| Sparta Rotterdam |        |        |        | 31 sie |        |        |        |        |        |        |        |        |        |        |        |        | 2–1    |        |
| Telstar          |        |        |        |        | 14 wrz |        |        |        |        |        |        | 0–2    |        |        |        |        |        | 23 sie |
| Twente           |        |        |        |        |        |        |        |        |        | 13 wrz |        |        | 0–2    |        |        |        |        |        |
| Utrecht          |        |        | 24 sie |        |        |        | 14 wrz |        | 4–0    |        |        |        |        |        |        |        |        |        |
| Volendam         | 30 sie | 2–2    |        |        |        |        |        |        |        |        |        |        |        |        |        |        |        |        |

## Najlepsi strzelcy
| Bramki | Strzelcy     | Drużyna    |
| ------ | ------------ | ---------- |
| 3      | Troy Parrott | AZ Alkmaar |

Źródło: .

## Stadiony
| Ajax                |
| ------------------- |
| Johan Cruijff Arena |
| 55 500              |
|                     |

| AZ Alkmaar   |
| ------------ |
| AFAS Stadion |
| 17 023       |
|              |

| Excelsior                  |
| -------------------------- |
| Van Donge & De Roo Stadion |
| 4500                       |
|                            |

| Feyenoord          |
| ------------------ |
| Stadion Feijenoord |
| 52 000             |
|                    |

| Fortuna Sittard         |
| ----------------------- |
| Fortuna Sittard Stadion |
| 10 300                  |
|                         |

| Go Ahead Eagles  |
| ---------------- |
| De Adelaarshorst |
| 10 000           |
|                  |

| Groningen |
| --------- |
| Euroborg  |
| 22 550    |
|           |

| sc Heerenveen       |
| ------------------- |
| Abe Lenstra Stadion |
| 27 224              |
|                     |

| Heracles Almelo |
| --------------- |
| Erve Asito      |
| 12 080          |
|                 |

| NAC Breda           |
| ------------------- |
| Rat Verlegh Stadion |
| 19 000              |
|                     |

| NEC Nijmegen   |
| -------------- |
| Goffertstadion |
| 12 500         |
|                |

| PEC Zwolle       |
| ---------------- |
| MAC³PARK stadion |
| 14 000           |
|                  |

| PSV             |
| --------------- |
| Philips Stadion |
| 36 500          |
|                 |

| Sparta Rotterdam          |
| ------------------------- |
| Spartastadion Het Kasteel |
| 11 000                    |
|                           |

| Telstar      |
| ------------ |
| BUKO Stadion |
| 4200         |
|              |

| FC Twente        |
| ---------------- |
| De Grolsch Veste |
| 30 205           |
|                  |

| FC Utrecht          |
| ------------------- |
| Stadion Galgenwaard |
| 23 750              |
|                     |

| Volendam     |
| ------------ |
| Kras Stadion |
| 7384         |
|              |

Źródło: .